# Uwe Gensheimer
Uwe Gensheimer (ur. 26 października 1986 roku w Mannheim) – niemiecki piłkarz ręczny, reprezentant kraju. Obecnie występuje w  HBL, w drużynie Rhein-Neckar Löwen na pozycji lewoskrzydłowego. Podczas występów w drużynie PSG zdobył 3 Mistrzostwa Kraju oraz 3 razy był półfinalistą Ligi Mistrzów. W 2019 wrócił do byłego klubu z Mannheim.

## Sukcesy

### klubowe
- 2008:  mistrz Niemiec

### reprezentacyjne

#### Mistrzostwa Europy Juniorów
- 2006:  mistrzostwo Europy Juniorów

#### Mistrzostwa Świata Juniorów
- 2007:  wicemistrzostwo Świata Juniorów

#### Igrzyska Olimpijskie
- (2016)

## Wyróżnienia
- Najlepszy strzelec Młodzieżowych Mistrzostw Europy w 2004 r.
- Najlepszy lewoskrzydłowy Juniorskich Mistrzostw Europy w 2006 r.
- MVP Juniorskich Mistrzostw Świata w 2007 r.
- Najlepszy strzelec Ligi Mistrzów w sezonie 2010/2011
- MVP sezonu 2010/2011 w Bundeslidze
- Najlepsze strzelec sezonu 2011/2012 w Bundeslidze
- Najlepszy strzelec Europy 2014